# Joel Cohen (roteirista)

Joel Cohen (Brooklyn, Nova Iorque, 23 de agosto de 1963) é um roteirista de cinema norte-americano que trabalhou em projetos como os filmes Cheaper by the Dozen, Toy Story, Money Talks e Garfield: The Movie. Ele é colaborador frequente de Alec Sokolow.
Junto com Joss Whedon, Andrew Stanton, John Lasseter, Pete Docter, Joe Ranft e Sokolow, Cohen foi indicado em 1995 ao Oscar de melhor roteiro original por seu trabalho em Toy Story.
Além de escrever, Cohen e Sokolow dirigiram em conjunto o longa-metragem Monster Mash: The Movie (1995) e foram produtores executivos do filme Gnomes and Trolls: The Secret Chamber (2008).

## Créditos selecionados como roteirista

### Filmes
- Hot Money (1983)
- Sister, Sister (1987)
- Pass the Ammo (1988)
- Toy Story (1995)
- Monster Mash: The Movie (1995)
- Money Talks (1997)
- Goodbye Lover (1998)
- Cheaper by the Dozen (2003)
- Garfield: The Movie (2004)
- Garfield: A Tail of Two Kitties (2006)
- Evan Almighty (2007)
- Daddy Day Camp (2007)
- Gnomes and Trolls: The Secret Chamber (2008)
- The Last Godfather (2010)

### Jogos eletrônicos
- Freaky Flyers (2003)
- Skylanders: Spyro's Adventure (2011)